# Hasan bar Bahlul
Hasan bar Bahlul, en arabe al-Hasan ibn al-Bahlul al-Awani al-Tirhani, est un  arabe chrétien du Xe siècle, fidèle de l'Église nestorienne, auteur d'ouvrages d'érudition et de traductions du syriaque à l'arabe.
On sait très peu de choses de sa vie. Il est né à Awana, localité située à 60 km au nord de Bagdad (dans le diocèse nestorien de Tirhan), et a passé la plus grande partie de son existence dans la métropole, où il enseignait. Son Livre des signes a été composé entre 942 et 968. Mari ibn Sulayman signale qu'il joua un rôle dans l'élection du catholicos 'Abdicho' Ier en 963. Il est surnommé l'habile docteur (en syriaque sāprā mhirā).
Il est principalement connu comme l'auteur d'un très gros lexique syriaque-arabe, qui est en fait plus une encyclopédie qu'un lexique. C'est l'un des deux ouvrages médiévaux de ce type les plus cités, avec celui de Bar Ali. Ce lexique présente des mots syriaques, mais aussi grecs utilisés dans la littérature syriaque, et en donne des explications parfois très copieuses. Les sources sont toujours citées exactement. L'ouvrage nous est parvenu considérablement interpolé, avec des citations d'auteurs postérieurs comme Bar Hebraeus.
Au début des années 1970, l'historien turc Fuat Sezgin a retrouvé à Istanbul une autre œuvre de Bar Bahlul, le Livre des signes (en arabe Kitab al-dala'il), conservé en entier dans un manuscrit et en partie dans un autre. C'est une sorte d'almanach présentant le calendrier des fêtes des différentes Églises chrétiennes orientales, mais aussi des musulmans, des juifs et des païens de Harran, et abordant ensuite plusieurs autres sujets : la manière de déterminer l'état de santé des esclaves, les poisons, la physiognomonie, l'oniromancie, etc.
Parmi les traductions de Bar Bahlul du syriaque à l'arabe, on peut citer celle du Petit Compendium de Yuhanna ibn Sarabiyun.

## Éditions
- Rubens Duval (éd.), Lexicon syriacum auctore Hassan Bar Bahlul, 3 vol., Paris, 1888-1901 ; réimpr. Gorgias Press, juin 2010.
- Yusuf Habbi (éd.), Kitab al-dala'il li-l-Hasan b. al-Bahlul, Koweit, 1987.